# Thomas and the Magic Railroad
Thomas and the Magic Railroad er en  britisk-amerikansk film fra 2000 instrueret af Britt Allcroft. Filmen er animeret af selskabet Gullane Pictures i samarbejde med Destination Films.

## Medvirkende
- Alec Baldwin som Mr. Conductor
- Peter Fonda som Burnett Stone
- Jared Wall som young Burnett
- Mara Wilson som Lily Stone
- Michael E. Rodgers som Mr. C. Junior
- Cody McMains som Patch
- Didi Conn som Stacy Jones
- Russell Means som Billy Twofeathers
- Eddie Glen som Thomas
- Britt Allcroft som Lady
- Neil Crone som Gordon, Diesel 10, Splatter og Tumbleweed